# 馬斯科塔 (堪薩斯州)
馬斯科塔（英語：Muscotah）是一個位於美國堪薩斯州艾奇遜縣的城市。

## 地方資料
根據2010年美國人口普查的數據，馬斯科塔的面積為0.86平方千米，當中陸地面積為0.86平方千米，而水域面積為0.00平方千米。當地共有人口298人，而人口密度為每平方千米346.51人。